# Тюленів
Тюленів острів – низинний піщаний острів у північно-західній частині Каспійського моря, Дагестан, Росія. Довжина близько 5 км, ширина до 2 км.На острові – селище та метеорологічна станція. Промисли – рибний (влітку) та тюленячий (взимку).

## Екологія
Це другий за величиною (після острову Чечень) та найвіддаленіший від узбережжя острів на Каспії. Острів не був під водою не менше 200 останніх років та є унікальним природним об’єктом, на якому можна вивчати закономірності динаміки острівних екосистем в умовах нестабільного рівня моря.

## Фауна
Через острів пролягає західно-каспійський та транскаспійський шляхи масового перельоту пернатих – це місце відпочинку та харчування мігруючої водоплавної та коловодного птаства. Тут є добрі умови для проживання великої кількості цінних мисливсько-промислових а також рідкісних та охоронюваних видів птахів.
Острів Тюленій оголошений Союзом охорони птахів Росії як ключева орнітологічна територія міжнародного значення для міграції кучерявого пелікана, великого баклана, стрепета. Острів має велике потенційне значення для збереження зникаючого ендемічного виду ластоногих – каспійського тюленя, який занесений у Червону книгу.
Узбережжя острова та його внутрішні лагуни забезпечують існування локальних популяцій багатьох видів прісноводних та морських риб. Місцеве природне середовище забезпечує близько 40 місцевих підвидів та видів риб, в тому числі осетрових.
На думку російських біологів острів може слугувати чудовим розплідником (природним зоопарком) для відновлення втрачених в останні століття на півдні Росії таких степових видів, як газель, кінь Пржевальського та навіть степовий гепард.

## Галерея

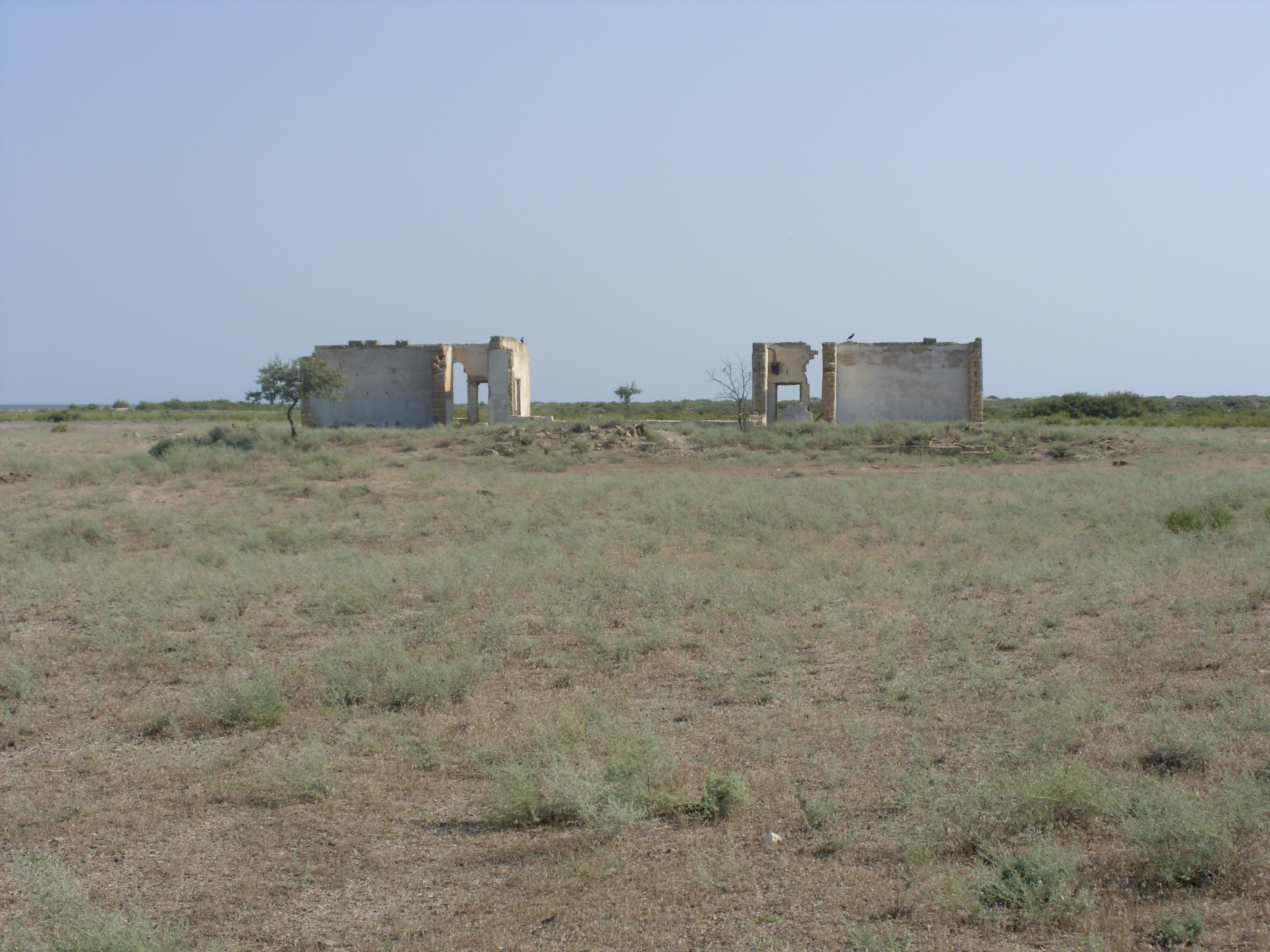
Руїни школи

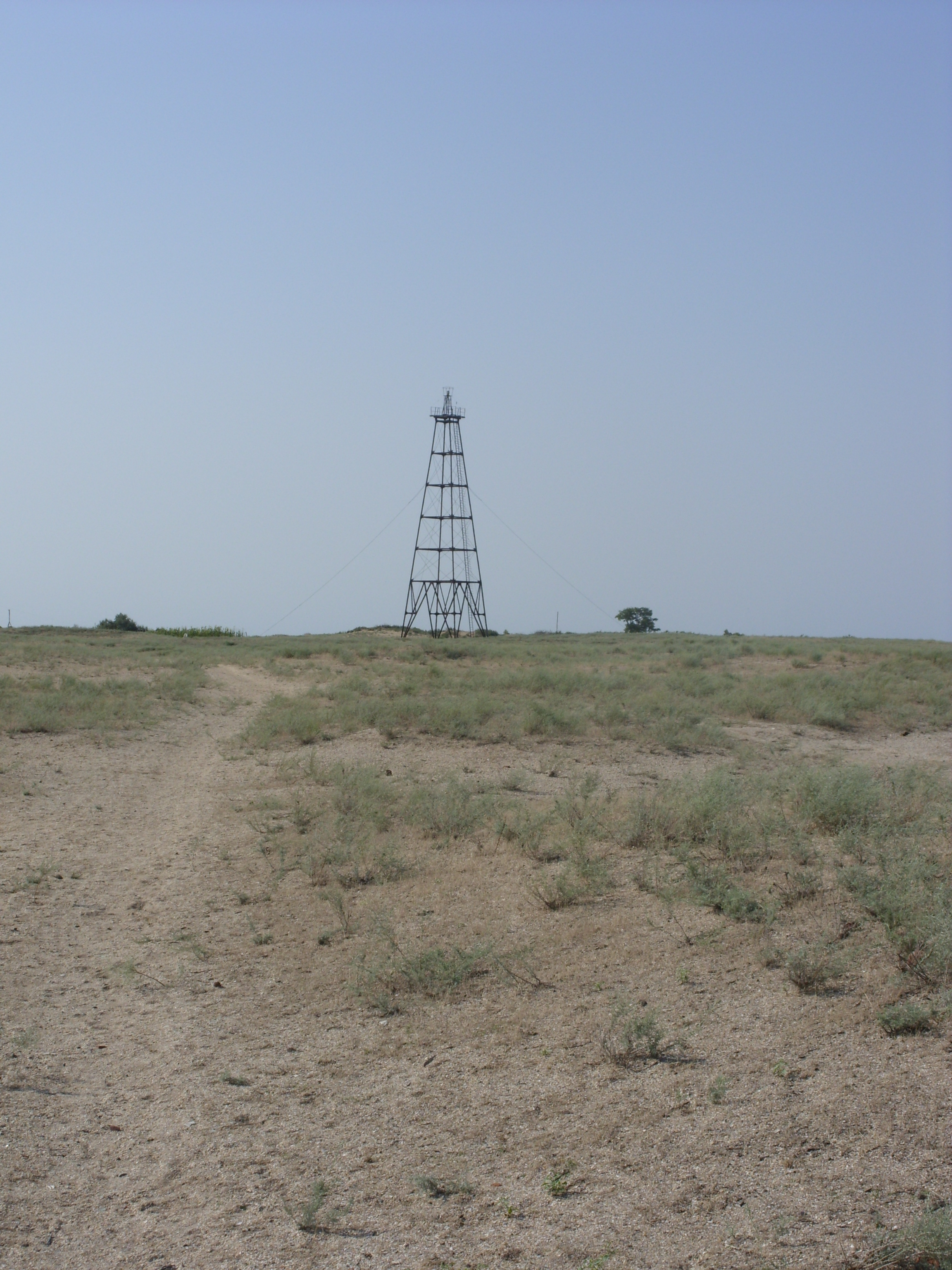
Маяк на острові

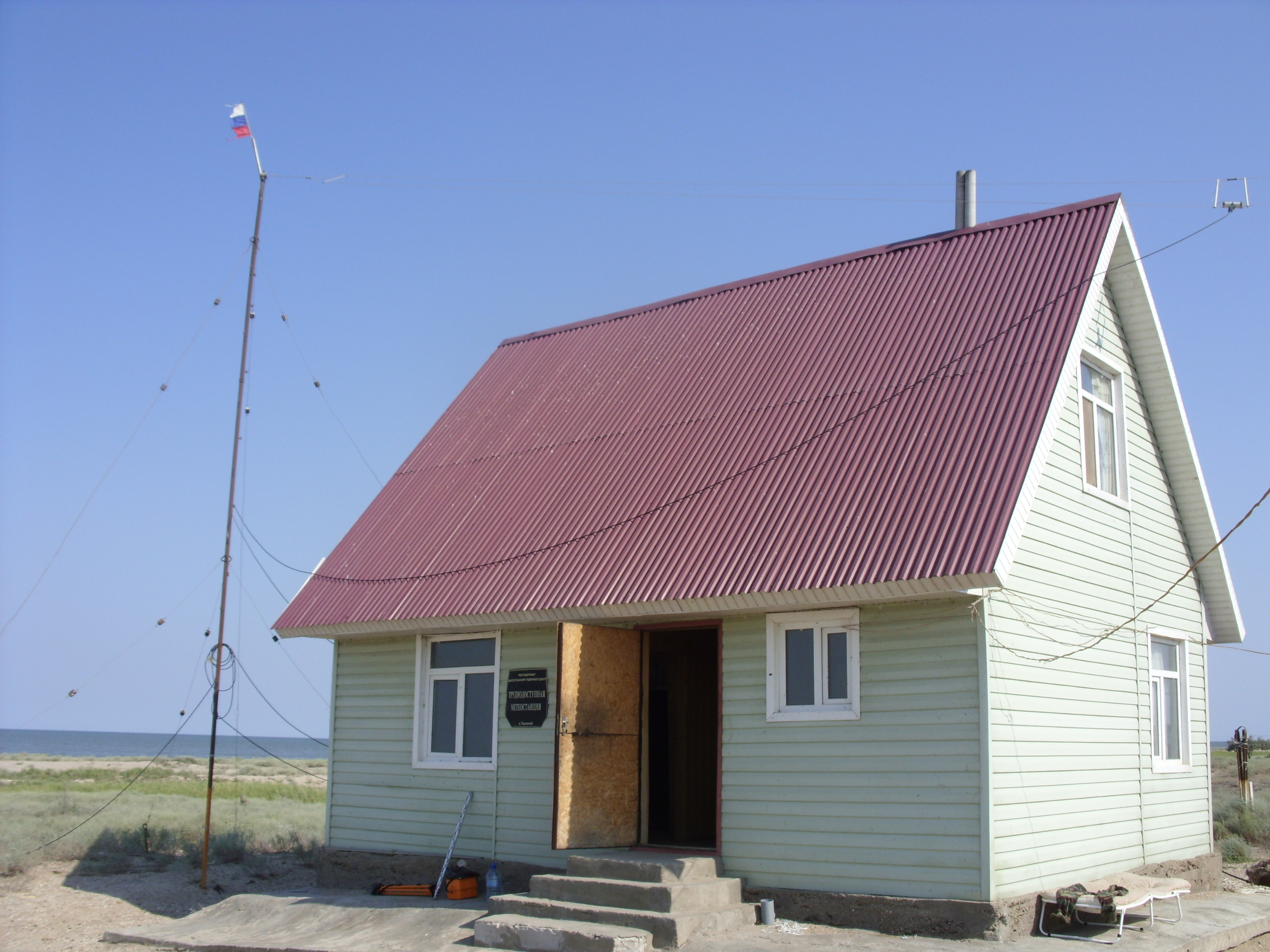
Метеостанція на острові

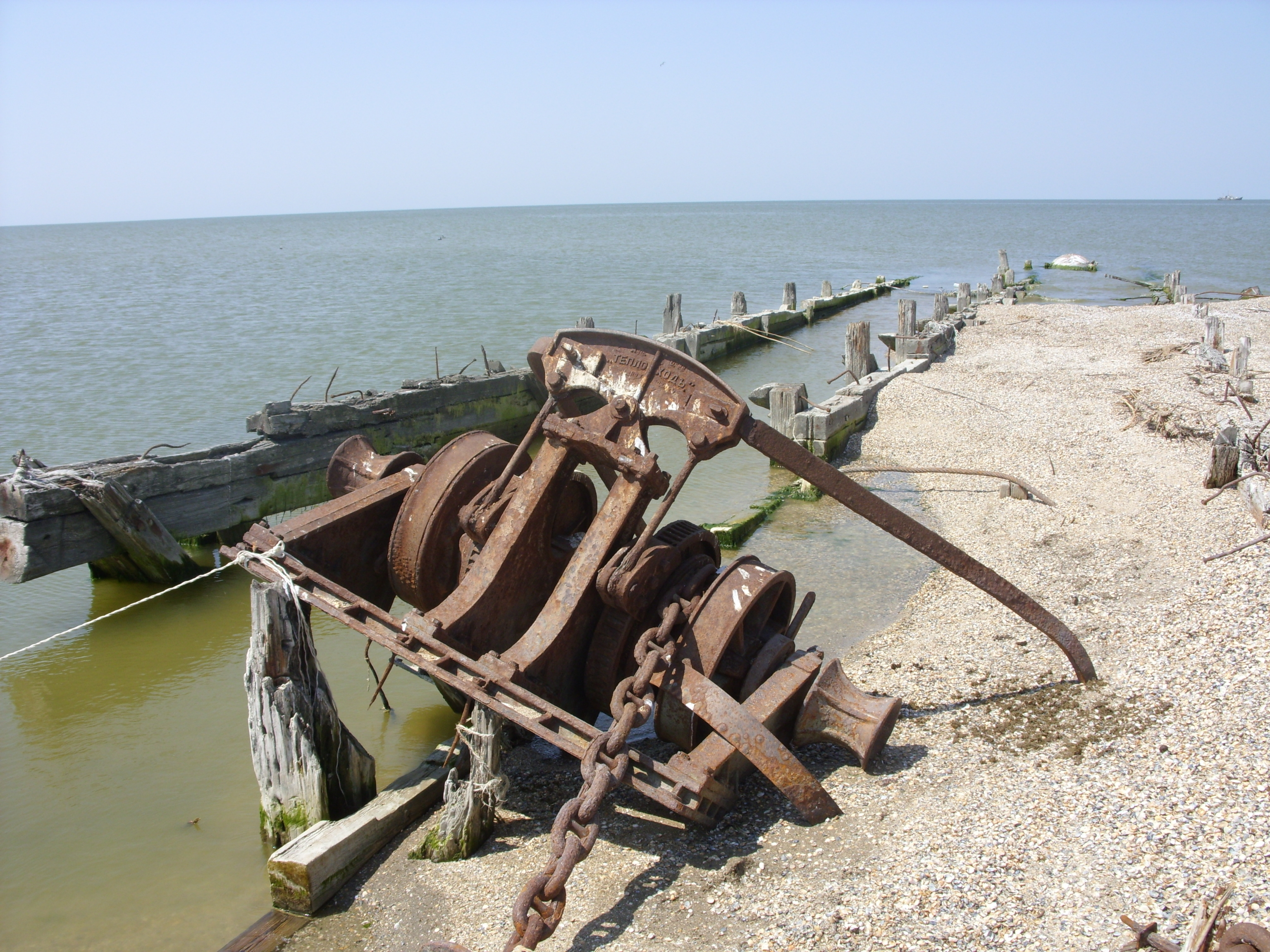
Пристань плавзаводу